# The Sims 3
The Sims 3 là một trò chơi chiến lược mô phỏng cuộc sống do The Sims Studio phát triển và được phát hành bởi Electronic Arts vào năm 2009. Đây là trò chơi tiếp theo sau The Sims 2. Trò chơi ra mắt lần đầu tiên vào ngày 2 tháng 6 năm 2009 trên OS X và Windows. The Sims 3 được phát hành cho các hệ máy cầm tay và điện thoại thông minh vào ngày 26 tháng 10 năm 2010, bao gồm PlayStation 3, Xbox 360, Android, iOS và Nintendo DS rồi sau đó là Wii vào ngày 15 tháng 11 năm 2010. Phiên bản dành cho Windows Phone được phát hành trên Windows Phone Store vào ngày 15 tháng 10 năm 2010 với giá 6.99 đô la. Ngoài ra còn có một phiên bản dành cho Nintendo 3DS phát hành ngày 27 tháng 3 năm 2011, với tư cách là một trong những tựa game đầu tiên trên hệ máy này. Trò chơi cũng đã được phát hành trên điện thoại di động.
The Sims 3 ngay lập tức trở nên thành công với 1.4 triệu bản được bán ra trong tuần đầu tiên. Giới phê bình chủ yếu đưa ra những đánh giá tích cực. The Sims 3 nhận được 86/100 điểm từ Metacritic. Trò chơi đã bán được hơn 10 triệu bản trên toàn thế giới từ khi được phát hành năm 2009, trở thành một trong những trò chơi điện tử bán chạy nhất mọi thời đại.

## Lối chơi

Hai Sim đang trò chuyện với nhau

The Sims 3 được xây dựng dựa trên cùng một ý tưởng với các tựa game tiền nhiệm. Người chơi điều khiển các Sim của mình trong những hoạt động và mối quan hệ tương tự như đời thực. Đây là một lối chơi mở và bất định. Nhà ở và khu vực lân cận của Sim nằm tất cả trong một bản đồ nhất định. Một trong những sự thay đổi lớn nhất của trò chơi là việc sử dụng các rabbit-hole. Sim không được phép khám phá hầu hết các tòa nhà trong thành phố; thay vào đó, chúng chỉ đơn giản là biến mất vào đó trong một khoảng thời gian nhất định, người chơi sẽ được chọn lựa việc gì sẽ xảy ra ở đó thông qua một thông báo.
The Sims 2 sử dụng hệ thống các Wants và Fears. Điều này được thay thế bởi hệ thống các Wish trong The Sims 3. Hoàn thành một wish đóng góp vào điểm Lifetime Happiness của cũng như tâm trạng của Sim. Trong The Sims 2, các Want và Fear cũng ảnh hưởng đến điểm Aspiration của Sim. Trong The Sims 3, điều này bị loại bỏ hoàn toàn và được thay thế bởi các "Moodlet", yếu tố làm tăng hoặc giảm mức Motivation. Moodlet có thể được gây ra bằng các hoạt động thể chất, ví dụ như việc thưởng thức một bữa ăn ngon hoặc sự thoải mái khi ngồi trên một chiếc ghế tốt, cũng như các hoạt động tinh thần như nụ hôn đầu hay một cuộc chia tay. Hầu hết các moodlet kéo dài trong một khoảng thời gian cố định, nhưng một số moodlet tiêu cực có thể được chữa khỏi, còn một số moodlet tích cực thì dựa vào môi trường xung quanh cũng như các đặc điểm tính cách của Sim.
Trò chơi bao gồm một tính năng tùy chọn gọi là "Story Progression" cho phép tất cả các Sim trong khu vực lân cận tự động thực hiện các hoạt động như thể người chơi đang điều khiển chúng, chẳng hạn như kết hôn, tìm việc làm, thăng tiến trong công việc, sinh con, chuyển đến ngôi nhà mơ ước hay rời khỏi khu vực đó. Sim sống trong một khoảng thời gian cố định (mà người chơi có thể điểu chỉnh) và trải qua nhiều giai đoạn trong cuộc đời từ sơ sinh đến tuổi già. Sim có thể qua đời vì tuổi già hoặc do nhiều nguyên nhân như chết cháy, chết đói, chết đuối, bị điện giật cũng như do lời nguyền của Xác ướp (bản mở rộng World Adventures), thiên thạch (bản mở rộng Ambitions) và đói khát (bản mở rộng Late Night - đối với ma ca rồng). Một trong những điểm mới đáng chú ý trong lối chơi là các Opportunity, những cơ hội mà Sim có thể hoàn thành để nhận được phần thưởng. Những thử thách này xuất hiện một cách ngẫu nhiên dựa trên nhiều yếu tố trong lối sống của Sim như các mối quan hệ, kỹ năng và công việc. Các Career opportunity như làm thêm giờ có thể dẫn đến việc tăng lương hoặc một số tiền thưởng. Các Skill opportunity bao gồm những yêu cầu của hàng xóm muốn Sim giải quyết một vấn đề nào đó bằng kỹ năng của mình. Nếu một opportunity có liên quan đến trường học của Sim, phần thường có thể là kết quả học tập được cải thiện.

### Tạo một Sim (CAS)

Một người chơi đang chỉnh sửa Sim của mình

Việc tạo một Sim (Create a Sim - CAS) trong trò chơi cho phép nhiều tính năng hơn so với The Sims 2. Người chơi có nhiều lựa chọn hơn về các đặc điểm trên cơ thể và có thể tạo nên nhiều kiểu tóc khác nhau cho Sim. Người chơi còn có thể chọn giày dép cho Sim, một tính năng chỉ có trên phiên bản dành cho các hệ máy cầm tay ở The Sims và The Sims 2.
Có rất nhiều kiểu tóc, phụ kiện đi kèm và mũ nón. Người chơi có thể chọn ra một kiểu tóc riêng cho từng bộ trang phục. Có tất cả tám màu tóc nhưng người chơi có thể tùy chỉnh màu chân tóc, ngọn tóc và highlight bằng công cụ paintbrush. Những kiểu tóc mà người chơi tạo ra có thể được lưu lại để có thể tái sử dụng hoặc chia sẻ lên The Sims 3 Exchange cho những người chơi khác.
So với những tựa game trước đó, rất nhiều thứ có thể được điều chỉnh, chẳng hạn như thay vì chỉ chọn một kiểu mũi có sẵn, người chơi có thể sử dụng chế độ nâng cao để thay đổi chóp mũi và sống mũi. Người chơi không thể cho Sim mặc nhiều lớp trang phục nhưng lại có thể tùy chỉnh từng lớp của những trang phục có sẵn. Việc click chuột vào một phần nào đó trên cơ thể Sim sẽ đưa người chơi đến bảng lựa chọn của phần cơ thể đó. Độ dài của lông mi, giày dép, tất, cơ bắp và cân nặng của Sim cũng có thể được điều chỉnh. Bản mở rộng Late Night có thêm thanh điều chỉnh cỡ ngực và độ nét của cơ bắp.
Người chơi cũng có thể đặt tên, chọn tuổi và màu da cho Sim. Có tất cả sáu màu da nhưng chỉ có 3 trong số đó là giống với đời thực, còn lại bao gồm xanh lá cây, đỏ và xanh dương. Chiều cao của Sim vãn không thể thay đổi. Trong The Sims 2, người chơi chỉ có thể lựa chọn một trong hai kiểu cơ thể: bình thường và béo. Kiểu thứ ba - khỏe mạnh - chỉ có thể đạt được trong khi chơi. Tuy nhiên, trong The Sims 3, cân nặng của Sim có thể được tự do điều chỉnh (ngoại trừ trẻ sơ sinh). Trong quá trình chơi, Sim sẽ giảm cân nếu tập thể thao hoặc tăng cân nếu ăn quá nhiều.
Ở mục quần áo, người chơi có thể chọn trang phục cho Sim của mình. Có 5 kiểu trang phục bao gồm đồ mặc hàng ngày, đồ mặc trong những dịp trang trọng, đồ ngủ, đồ tập thể thao và đồ bơi. Kiểu thứ 6 nằm trong bản mở rộng Seasons bao gồm những trang phục ngoài trời dành cho các điều kiện thời tiết khác nhau chẳng hạn như áo mưa. Các loại trang phục trong mỗi kiểu bao gồm áo, quần, bộ, giày dép, kính, hoa tai, găng tay, vòng tay, nhẫn và tất. Trang phục của Sim có thể được điều chỉnh trong chi chơi bằng cách sử dụng tủ quần áo. Sim trưởng thành còn có thể điều chỉnh bộ trang phục mình mặc khi đi làm. Người chơi có thể thay đổi màu sắc và họa tiết trên quần áo và phụ kiện bằng công cụ Tạo phong cách (Create a Style). Trẻ sơ sinh không có đồ tập thể thao, đồ bơi và các phụ kiện.
Người chơi có thể lựa chọn bất kỳ đặc điểm tính cách có sẵn nào trong danh sách, cũng như món ăn, thể loại âm nhạc và màu sắc ưa thích của Sim. Giọng nói của Sim cũng có thể được điều chỉnh. Người chơi còn có thể chọn cho Sim một điều ước trọn đời (lifetime wish), mục tiêu mà Sim sẽ phấn đấu cả đời để đạt được (ngoại trừ trẻ sơ sinh, trẻ nhỏ và thiếu niên). Bản mở rộng Late Night cũng như bản vá 1.7 thêm vào các cung hoàng đạo, khiến Sim trở nên thân thiện hơn với những Sim khác có cung phù hợp.

### Các kỹ năng
Các kỹ năng trong trò chơi bao gồm Logic, Nấu ăn, Hội họa, Làm vườn, Viết lách, Ghi-ta, Thể thao, Độ khéo léo, Giao tiếp và Câu cá. Một số kỹ năng mới được thêm vào trò chơi thông qua các bản mở rộng. Khi Sim đạt đến cấp độ 10 của một kỹ năng nào đó, chúng sẽ nhận được một giấy chứng nhận trong hòm thư để treo lên tường hoặc bán đi với giá 1000 Simoleon.
Hội họa, Viết lách và Ghi-ta đã trở thành những kỹ năng khác nhau thay vì được gộp chung trong kỹ năng "sáng tạo" như The Sims và The Sims 2. Những bức tranh mà Sim vẽ chịu ảnh hưởng bởi tính cách của chúng. Sim có thể nâng cao các kỹ năng của mình bằng cách luyện tập (chơi ghi-ta, viết sách, vân vân), đọc sách có liên quan đến kỹ năng hoặc tham gia một khóa học. Một số khả năng mà Sim có được là nhờ vào các kỹ năng.
Người chơi sẽ không thể nhìn thấy một kỹ năng nào đó trong bảng điều khiển Sim cho đến khi Sim đạt cấp độ 1. Mỗi kỹ năng có một thanh riêng với những chi tiết về cấp độ, số liệu, thử thách cũng như một số thông tin đặc biệt khác. Có nhiều thử thách dành cho mỗi kỹ năng, hoàn thành chúng sẽ giúp Sim nhận được những phần thưởng.

### Các nghề nghiệp
Nhiều nghề nghiệp có từ The Sims và The Sims 2 tiếp tục có trong The Sims 3. Tất nhiên cũng có những nghề nghiệp mới. Sim có thể tìm việc làm thông qua báo và máy tính hoặc xin việc làm ngay tại tòa nhà mà mình muốn làm việc (mọi nghề nghiệp đều có một tòa nhà riêng trong vùng lân cận). Sim cũng có thể kiếm sống tại nhà bằng cách vẽ tranh, viết sách, chơi ghi-ta hoặc trồng rau và hoa quả. Ngoài ra Sim còn có thể đầu tư góp vốn vào việc kinh doanh của người khác để nhận được một phần lợi nhuận. Nếu Sim không muốn theo đuổi một nghề nghiệp toàn thời gian, họ có thể làm những công việc bán thời gian tại một số địa điểm trong thành phố. Công việc bán thời gian được trả lương ít hơn và không tạo ra các Career opportunity. Sim ở độ tuổi thiếu niên và trung niên cũng có thể làm một công việc bán thời gian.
Sự thăng tiến trong công việc vẫn dựa vào tâm trạng và kỹ năng của Sim, nhưng thêm vào đó là những yếu tố như mối quan hệ với đồng nghiệp/ông chủ và thậm chí là một số mục tiêu nhất định có thể được thực hiện. Người chơi cũng có thể tự quyết định hiệu quả công việc của Sim.
Một tính năng mới trong The Sims 3 là Sim có thể chọn một hướng đi nào đó trong sự nghiệp của mình (chẳng hạn như một Sim theo nghề Âm nhạc có thể lựa chọn trở thành nghệ sĩ nhạc thính phòng hoặc ca sĩ nhạc rock).
Bản mở rộng Ambitions bao gồm những nghề nghiệp cho phép người chơi trực tiếp điều khiển Sim làm việc, cũng như đăng ký ở Tòa thị chính rằng Sim tự kinh doanh.
Các nghề nghiệp trong trò chơi gốc bao gồm Kinh doanh, Ẩm thực, Tội phạm, Thi hành Luật pháp, Y tế, Quân sự, Âm nhạc, Chính trị, Khoa học và Thể thao Chuyên nghiệp. Các nghề nghiệp trong bản mở rộng Ambitions bao gồm Cứu hỏa, Thợ săn Ma, Thám tử, Kiến trúc sư và Nhà thiết kế Thời trang. Các công việc bán thời gian bao gồm nhân viên bán hàng ở hiệu sách hoặc siêu thị, tiếp tân hoặc chuyên viên ở spa và người đào huyệt. Nếu Sim là một ngôi sao nhạc Rock, các Sim khác sẽ nhận ra và phản ứng lại. Cũng tương tự như vậy nếu Sim đạt đến đỉnh cao của sự nghiệp. Các nghề nghiệp và công việc bán thời gian trả lương theo giờ chứ không phải theo ngày. Sim làm các nghề nghiệp trong Ambitions sẽ kiếm được tiền sau khi thực hiện xong một công việc bên cạnh khoản thù lao hàng tuần. Các NPC như người giúp việc hoặc thợ sửa chữa, khi được hỏi về nghề nghiệp của mình bởi một Sim, sẽ trả lời là nghề Giúp việc và Sửa chữa, nhưng nếu chuyển vào một hộ gia đình thì họ sẽ trở nên thất nghiệp. Cho đến nay, người chơi không thể tham gia hầu hết nghề nghiệp của các NPC.

### Các thế giới
Các vùng lân cận (neighborhood) nay chính thức được gọi là 'thế giới' (world), có thể là do việc sử dụng công cụ Tạo thế giới (Create a World) của EA. Các thế giới có thể được khám phá một cách thoải mái và chịu ảnh hưởng bởi một cơ chế mới gọi là "story progression". Thế giới chính trong trò chơi là Sunset Valley, một thế giới khác tên là Riverview có thể được tải về miễn phí. Tất cả các bản mở rộng từ trước đến nay (trừ Generations và Seasons) đều bao gồm một thế giới mới và có thể được mua tại Cửa hàng The Sims 3.
Công cụ Tạo thế giới cho phép người chơi tạo ra những vùng lân cận cho riêng mình với những dạng địa hình tương tự như SimCity 4. Một bản vá phát hành cùng lúc với Ambitions còn cho phép người chơi thay đổi những vùng lân cận có sẵn một cách giới hạn. Cho đến nay, Brideport là thế giới có sẵn duy nhất được xếp vào loại thành phố. Còn lại được xem là các vùng ngoại ô.

### Các chế độ Build/Buy

Một người chơi đang trong chế độ Build

Các chế độ build và buy đã được thay đổi đáng kể. Những ô vuông trên nền nhà chỉ còn rộng bằng một phần tư so với The Sims và The Sims 2, cho phép người chơi đặt đồ vật một cách thoải mái hơn. Bên cạnh đó, đồ vật cũng có thể được đặt không theo các ô vuông, điều này là không thể trong các tựa game Sims trước đó. Người chơi có thể thay đổi màu sắc và họa tiết của nội thất cũng như các đồ vật khác bằng công cụ Tạo phong cách (Create-a-Style). Một ngôi nhà có thể cao tối đa 5 tầng và có tối đa 4 tầng hầm.
Chế độ build chủ yếu được dùng để xây dựng và cấu tạo ngôi nhà với nhiều chức năng như dựng và sơn tường, thêm cửa và cửa sổ, lát nền nhà, đặt nền móng, thêm các cột chống, tạo bể bơi, nâng cao hoặc hạ thấp địa hình, tạo ao hồ, thiết kế vườn và cảnh quan, đặt lò sưởi, thêm tầng cho ngôi nhà, đặt cầu thang và thêm mái. Một số bản mở rộng thêm vào chế độ build nhiều tính năng như thiết kế trần nhà và địa hình. Người chơi không thể xây dựng hoặc đặt đồ vật ngoài giới hạn của khu đất. Tường và nền móng không thể nằm trên đường viền giới hạn. Chiều cao của tường bằng độ dài 3 ô vuông nền nhà.
Trong chế độ buy, người chơi có thể mua các món đồ có trong danh mục đồng thời sắp xếp hoặc bán những món đồ có trong khu đất. Chế độ này chủ yếu tập trung vào nội thất và đồ dùng gia đình. Trò chơi tiếp tục bao gồm một tính năng có từ The Sims 2, đó là công cụ eyedropper, giúp người chơi sao chép một họa tiết nào đó hoặc tạo bản sau của các đồ vật. Kho đồ của gia đình là nơi chứa những đồ vật quá lớn đối với Sim. Khi gia đình của Sim chuyển nhà, nếu người chơi lựa chọn "đóng gói đồ đạc" thì tất cả mọi đồ vật trong ngôi nhà hiện tại sẽ được đưa vào kho đồ của gia đình để chuyển đến ngôi nhà mới.
Trong một số trường hợp, chẳng hạn như một vụ cháy hay vụ trộm, các chế độ build và buy có thể bị vô hiệu hóa để ngăn không cho người chơi thay đổi khu đất, khiến sự kiện đó không thể tiếp tục xảy ra. Sau khi sự kiện đó kết thúc, các chế độ này sẽ hoạt động trở lại. Khi đang ở trong các chế độ build và buy, người chơi có thể trả lại một món đồ nào đó và nhận được đúng số tiền bỏ ra để mua bằng công cụ undo. Tuy nhiên, tất cả mọi đồ vật đều sẽ bị khấu hao 10% giá trị một khi người chơi thoát khỏi các chế độ build và buy.

### Tạo thế giới
Ngày 29 tháng 10 năm 2009, Electronic Arts giới thiệu công cụ Tạo thế giới (Create a World - CAW), cho phép người chơi tạo cho mình những thành phố riêng để sử dụng trong trò chơi. Người chơi có thể tùy chỉnh các khu đất, thiết kế địa hình, đường sá, cây cối và những đặc điểm khác. Người chơi cũng có thể đăng tải các thế giới của mình lên The Sims 3 Exchange để những người chơi khác tải về. Công cụ này được ra mắt vào ngày 16 tháng 12 năm 2009 và có thể được tải về với dung lượng 156MB nhưng chỉ tương thích với hệ điều hành Windows.

## Phát triển
Electronic Arts lần đầu tiên công bố Sims 3 vào ngày 19 tháng 3 năm 2008. Trò chơi được phát triển tại The Sims Studio ở Redwood Shores, California.
Trong bản mở rộng thứ bảy của The Sims 2, The Sims 2: FreeTime, một sự kiện xảy ra trong đó phiên bản Sim của Rod Humble, giám đốc sản xuất của tựa game The Sims, tặng cho Sim của người chơi một hộp quà. Khi mở ra, gia đình của Sim nhận được một chiếc máy tính với The Sims 3 trong đó. Sim có thể chơi The Sims 3 trên máy tính hay máy chơi điện tử cầm tay. Giống như tất cả các trò chơi khác trong The Sims 2, The Sims 3 là một đoạn phim lặp đi lặp lại trên màn hình máy tính của Sim. Ngày 15 tháng 7 năm 2008, đoạn phim giới thiệu đầu tiên của The Sims 3 xuất hiện trên trang web chính thức cùng với 12 bức ảnh chụp màn hình. 4 trong số này sau đó bị gỡ bỏ.
Trò chơi Spore cũng đi kèm với tờ rơi quảng cáo cho The Sims 3 với các thông tin về trò chơi. Ngày 31 tháng 10 năm 2008, hai đoạn trailer được Electronic Arts ra mắt với một phiên bản hài hước của cuộc bầu cử Tổng thống năm 2008 ở Mỹ, trong đó xuất hiện các ứng cử viên John McCain và Barack Obama cũng như các liên danh tranh cử Sarah Palin và Joe Biden. Trong bản mở rộng của The Sims 2, The Sims 2: Apartment Life, trong số những đồ vật mới được thêm vào có áp phích chứa logo và những bức tranh từ ảnh chụp màn hình của The Sims 3. Người chơi cũng nhận được một đoạn mã và địa chỉ Internet để tải về những trang phục có logo của trò chơi.
Ngày 8 tháng 5 năm 2009, EA thông báo rằng The Sims 3 đã hoàn thành công đoạn thử nghiệm và sẽ bắt đầu được sản xuất để phát hành vào tháng 6 năm 2009. Ngày 15 năm 5 năm 2009, EA ra mắt một số ứng dụng tương tác trực tuyến trên trang web của The Sims 3, bao gồm 'SimFriend' (cho phép người dùng chọn cho mình một người bạn Sim ảo), 'SimSocial' (cho phép người dùng tạo Sim trực tuyến và phiêu lưu cùng chúng) và 'SimSidekick' (cho phép người dùng duyệt web cùng Sim). Hai tuần trước khi trò chơi được phát hành, một phiên bản bất hợp pháp đã bị rò rỉ lên mạng. EA cho rằng đó là một phiên bản "nhiều lỗi, chưa hoàn thiện" và khẳng định hơn một nửa trò chơi bị thiếu cũng như người chơi dễ gặp phải lỗi. Trò chơi được báo cáo là đã bị lưu hành một cách bất hợp pháp nhiều hơn cả Spore, tựa game bị vi phạm bản quyền nhiều nhất năm 2008.

### Quảng bá
Tháng 4 năm 2009, Electronic Arts bắt đầu đăng các biển quảng cáo ở nhiều khu vực để quảng bá trò chơi, đáng chú ý là quảng trường Thời đại ở thành phố New York. Chi phí dành cho những biển quảng cáo này được ước tính vào khoảng 10 triệu đô la một tháng. Chiến dịch quảng bá này đã rất thành công, The Sims 3 bán được 1.4 triệu bản trong tuần đầu tiên, phá vỡ kỉ lục trong lịch sử các trò chơi của EA.
Ngày 23 tháng 3 năm 2009, The Sims 3 được giới thiệu trong một tập phim One Tree Hill trên kênh CW. Tập phim bắt đầu với một phiên bản của One Tree Hill được tái hiện trong The Sims 3, sau đó chuyển cảnh sang Tree Hill trong đời thực. Trong suốt tập phim, phiên bản Sims của các nhân vật nổi tiếng trong One Tree Hill xuất hiện, bao gồm Dan (Paul Johansson), Lucas (Chad Michael Murray) và Peyton (Hilarie Burton). Phiên bản The Sims 3 này của các nhân vật có thể được tải về từ trang web chính thức của CW.
Ngày 19 tháng 4 năm 2009, Target độc quyền phát hành đĩa quảng bá The Sims 3, bao gồm áp phích của ban nhạc Ladytron, nhạc nền của The Sims 3 và một phiếu giảm giá 5 đô la.
Ngày 14 tháng 7 năm 2012, Ford Motor bắt đầu quảng bá thông qua Cửa hàng The Sims 3 bằng cách cho phép người chơi tải về chiếc xe hơi mới nhất của họ, Ford Fiesta Mark VI. Chiếc xe cũng đi kèm với một bộ sưu tập các biển chỉ đường. Ngày 27 tháng 10 năm 2010, chiếc Fiesta Hatchback được cập nhật. Tiếp đó, chiếc Ford Focus có thể được tải về từ ngày 8 tháng 6 năm 2011, đi kèm với áo phông Ford cho cả nam và nữ, một chiếc đài phát thanh và một bộ đèn neon, tất cả đều được sử dụng trong trò chơi. Những nội dung này chỉ dành cho các hệ máy Mac, Xbox và PlayStation.

### Âm nhạc
Nhạc nền của The Sims 3 được sáng tác bởi Steve Jablonsky và được thu âm cùng Hollywood Studio Symphony tại Newman Scoring Stage ở 20th Century Fox. Âm nhạc cho các đồ vật trong trò chơi như đài phát thanh và đàn ghi-ta được sản xuất bởi Darrell Brown, Rebeca Mauleon và Peppino D'Agostino. Các âm thanh khác được sản xuất bởi APM Music. Hai album đã được phát hành: The Sims 3 Soundtrack (bao gồm nhạc nền của trò chơi) và The Sims 3 – Stereo Jams (bao gồm âm nhạc từ các đài phát thanh trong trò chơi). Tất cả các bài hát trong Stereo Jams đều là tiếng Simlish.
| The Sims 3 Soundtrack | The Sims 3 Soundtrack       | The Sims 3 Soundtrack |
| STT                   | Nhan đề                     | Thời lượng            |
| --------------------- | --------------------------- | --------------------- |
| 1.                    | "The Sims Theme"            | 1:55                  |
| 2.                    | "Simmering Mallets"         | 3:01                  |
| 3.                    | "Consumerism Simplified"    | 2:58                  |
| 4.                    | "Verisimilitude"            | 3:03                  |
| 5.                    | "Simple Assembly"           | 2:57                  |
| 6.                    | "Aisles of Miles of Smiles" | 3:00                  |
| 7.                    | "Identity Check"            | 2:51                  |
| 8.                    | "Simple Directions"         | 2:55                  |
| 9.                    | "Some Assimbly Required"    | 3:00                  |
| 10.                   | "Let's Assimilate"          | 2:58                  |
| 11.                   | "Don't Be Parsimonious"     | 3:01                  |
| 12.                   | "Constructive Simicism"     | 2:57                  |
| 13.                   | "Maps & Simbols"            | 2:57                  |
| 14.                   | "Amazing Facsimile"         | 2:44                  |
| 15.                   | "Striking Similarities"     | 3:03                  |
| 16.                   | "Cartographer's Simphony"   | 3:03                  |
| 17.                   | "Fortissimo Personality"    | 3:01                  |

| The Sims 3 – Stereo Jams | The Sims 3 – Stereo Jams | The Sims 3 – Stereo Jams | The Sims 3 – Stereo Jams |
| STT                      | Nhan đề                  | Nghệ sĩ                  | Thời lượng               |
| ------------------------ | ------------------------ | ------------------------ | ------------------------ |
| 1.                       | "Santa Rosa"             | Vespa Sun                | 3:40                     |
| 2.                       | "Arcadia"                | Eric Pressley            | 4:32                     |
| 3.                       | "Distressed"             | Junkie XL                | 3:05                     |
| 4.                       | "Ramooned"               | Eric Pressley            | 3:48                     |
| 5.                       | "Groove On"              | Junkie XL                | 4:01                     |
| 6.                       | "Podie Tie"              | Eric Pressley            | 3:27                     |
| 7.                       | "Sta Moogie"             | Eric Pressley            | 3:51                     |
| 8.                       | "Ever Seen This"         | Aceyalone & RJD2         | 4:02                     |
| 9.                       | "Cat & Mouse"            | Darrell Brown            | 3:02                     |

### Biện pháp hạn chế sao chép
Một vài tựa game khác trên PC của EA trong cùng khoảng thời gian này như Spore và Dead Space sử dụng chương trình hạn chế sao chép SecuROM để yêu cầu xác thực trực tuyến và giới hạn số lần một người chơi có thể cài đặt trò chơi trong 5 lần. Dù được phỏng đoán là The Sims 3 cũng sẽ sử dụng hệ thống này, ngày 26 tháng 3 năm 2009 giám đốc sản xuất Rod Humble cho biết The Sims 3 sẽ sử dụng biện pháp bảo vệ truyền thống giống như The Sims 2 và không cần xác thực trực tuyến để cài đặt. Tuy nhiên, vẫn có những hạn chế dựa trên SecuROM trong phiên bản "Digital Download" của trò chơi, giới hạn người chơi trong 5 lần xác thực trực tuyến trên 5 máy khác nhau. Người chơi cũng cần phải có một chuỗi mã hợp lệ để có thể tải về các nội dung từ trang web chính thức.

### Sự trì hoãn
Ngày 3 tháng 2 năm 2009, The Sims 3 được thông báo là sẽ bị lùi ngày phát hành từ 20 tháng 2 năm 2009 đến 2 tháng 6 năm 2009 tại Mỹ và 5 tháng 6 năm 2009 tại Anh. John Riccitiello, tổng giám đốc điều hành của Electronic Arts, cho biết "Với Sims 3, chúng tôi sẽ dời tựa game này đến ngày 2 tháng 6 để có thêm thời gian tiến hành chiến dịch quảng bá toàn cầu mà nó xứng đáng có được." Grant Rodiek, đồng sản xuất của The Sims 3, nói:
Phát hành The Sims 3 vào tháng 6 sẽ cho chúng tôi nhiều thời gian hơn để trau chuốt trò chơi đồng thời cho phép phát hành trò chơi trên cả hai hệ máy PC và Mac cùng một lúc. Đây là một sản phẩm chủ chốt của EA và nó xứng đáng trở thành tựa game Sims tốt nhất EA từng thực hiện. [...] Người chơi đã chờ đợi một điều gì đó tuyệt vời và đó chính xác là thứ mà chúng tôi muốn mang đến cho họ.

### Phát hành
EA Singapore tổ chức một bữa tiệc lớn nhằm khởi động The Sims 3 vào ngày 2 tháng 6 năm 2009 tại trung tâm thương mại Iluma ở Singapore.. Ở Sydney, Úc, một sự kiện thời trang được tổ chức vào ngày 4 tháng 6 năm 2009 bởi EA Australia với một màn biểu diễn của Jessica Mauboy.
Trò chơi được phát hành dưới hai phiên bản tiêu chuẩn và Collector's Edition. Cả hai đều đi kèm một phiếu giảm giá trị giá 1000 Sim Point có thể được dùng tại Cửa hàng The Sims 3. Phiên bản tiêu chuẩn chỉ bao gồm trò chơi gốc, còn phiên bản Collector's Edition ngoài trò chơi gốc còn bao gồm một USB Plumbob 2GB có chứa hình nền máy tính và màn hình chờ cũng như bài hát chủ đề của trò chơi dưới dạng MP3, một móc khóa Green Carabiner, một chiếc xe hơi thể thao phong cách châu Âu trong trò chơi, một sách hướng dẫn và một bộ hình dán Plumbob. Một đĩa CD với những thông tin về The Sims 3 cũng được phát hành.

#### Điện thoại thông minh
Một phiên bản của The Sims 3 được phát hành trên các hệ điều hành iOS, Android, Bada, Blackberry OS và Windows Phone vào ngày 2 tháng 6 năm 2009. Khi tạo một Sim, các Lifetime Wish được thay thế bởi các Persona, điều quyết định Sim sẽ có lifetime wish nào vì đây là yếu tố quan trọng nhất trong tính cách của Sim. Sim khởi đầu với một ngôi nhà nhỏ, nó có thể được mở rộng sau mỗi 5 ngày nếu người chơi có đủ tiền.

#### Hệ máy cầm tay
The Sims 3 được phát hành trên các hệ máy cầm tay vào ngày 26 tháng 10 năm 2010 dành cho PlayStation 3, Xbox 360 và Nintendo DS cũng như Wii vào ngày 15 tháng 11 năm 2010 và Nintendo 3DS vào ngày 25 tháng 3 năm 2011.
Người chơi có thể đăng lên cũng như tải về nhiều nội dung thông qua Xbox Live và PlayStation Network. Trò chơi nhận được những đánh giá từ trung bình đến khá tích cực.

## Sự đón nhận
EA thông báo rằng trong tuần đầu tiên, The Sims 3 bán được 1.4 triệu bản, trở thành tựa game PC thành công nhất mà công ty từng thực hiện từ trước đến nay. Theo số liệu của Gfk Australia The Sims 3 đã trở thành tựa game bán chạy nhất ở Úc từ khi ra mắt cho đến ngày 21 tháng 6 năm 2009. Phản hồi của cả giới phê bình lẫn người chơi đều rất tích cực. Metacritic đưa ra điểm trung bình 86/100 dựa trên 75 bài đánh giá. PC Gamer đánh giá The Sims 3 ở mức 92% cũng như trao tặng trò chơi một huy hiệu Editor's Choice, và gọi trò chơi là "Tựa game Sims tốt nhất từ trước đến nay". IGN PC và GameSpot lần lượt cho The Sims 3 8.9/10 điểm và 9.0/10 điểm. The Sims 3 đã bán được hơn 10 triệu bản và là tựa game PC bán chạy thứ ba mọi thời đại. Trò chơi xếp thứ 91 trong danh sách "100 tựa game hiện đại hàng đầu" của IGN. Hiện có hơn 13 triệu người thích The Sims 3 trên Facebook.

## Các phiên bản và add-on

### Các phiên bản
| Tên                                    | Ngày phát hành | Bao gồm |
| -------------------------------------- | -------------- | --- |
| The Sims 3                             |                | Game gốc trên đĩa DVD |
| The Sims 3 Collector's Edition         |                | Game gốc trên đĩa DVD, ổ đĩa flash USB 2GB theo kiểu Sims 3 plumbob và bản tải về độc quyền xe hơi thể thao châu Âu                                                                         |
| The Sims 3 Holiday Collector's Edition |                | Game gốc trên đĩa DVD, The Sims 3 Bài hát chủ đề Giáng sinh, 6 chủ đề Giáng sinh trong mục trò chơi, Sims 3 Hình nền theo chủ đề Giáng sinh và bản tải về độc quyền xe hơi thể thao châu Âu |
| The Sims 3 Commemorative Edition       |                | Game gốc trên đĩa DVD, 48 trang cuốn sách bìa cứng, áp phích trên tường, quyển sách của tác phẩm nghệ thuật và bổ sung vào trong game các mặt hàng                                          |
| The Sims 3 Deluxe                      |                | Game gốc, The Sims 3: Ambitions |
| The Sims 3 Plus Pets                   |                | Game gốc, The Sims 3: Pets |
| The Sims 3 Plus Showtime               |                | Game gốc, The Sims 3: Showtime |
| The Sims 3 Plus Supernatural           |                | Game gốc, The Sims 3: Supernatural |
| The Sims 3 Plus Seasons                |                | Game gốc, The Sims 3: Seasons |
| The Sims 3 Plus University Life        |                | Game gốc, The Sims 3: University Life |

### Các bản mở rộng
Các bản mở rộng của The Sims 3 cung cấp nhiều tính năng và đồ vật mới.
| Tên                         | Ngày phát hành | Bao gồm | Nhân vật mới                                                              | Nghề nghiệp mới                                                                                                |
| --------------------------- | -------------- | --- | ------------------------------------------------------------------------- | --- |
| World Adventures            |                | Thêm vào: địa điểm mới, địa điểm, mặt hàng mới, Trang phục mới. Các tính năng: Nhiệm vụ, Khám phá lăng mộ tại 3 địa điểm mới, Nhiếp ảnh, chức năng xây dựng mới bao gồm các công cụ xây tầng hầm, rượu, pháo hoa, cửa hàng, nhà nghỉ. Địa điểm du lịch mới: Champs Les Sims (Pháp), Al Simhara (Ai Cập), Shang Simla (Trung Quốc) | Xác ướp (Mummy)                                                           | Không có |
| Ambitions                   |                | Thêm vào: Nghề nghiệp mới, kỹ năng mới, đặc điểm mới và mặt hàng mới. Các tính năng: điều khiển trong công việc (ngành nghề và nghề nghiệp được lựa chọn), giặt giũ, hệ thống hình xăm, các kỹ năng tự tạo việc làm. Thế giới mới: Twinbrook | Simbot (Robot)                                                            | Nhà thiết kế kiến trúc · Giáo dục · Lính cứu hỏa · Thợ săn Ma · Y khoa · Thám tử · Nhà tạo mẫu · Tự kinh doanh |
| Late Night                  |                | Thêm vào: Nghề nghiệp mới, kỹ năng mới, đặc điểm mới, quần áo và phụ kiện mới, đồ nội thất, và xe hơi. Các tính năng: quán bar, câu lạc bộ đêm, phòng penthouse, bồn tắm nước nóng, đường tàu điện ngầm, thang máy, thanh trượt điều chỉnh cơ bắp và ngực (phụ nữ), Nhóm, Nhóm nhạc, Butler, dấu hiệu hoàng đạo, công cụ thiết kế hồ bơi mới, điều chỉnh độ cao cho các đối tượng tường, công cụ tạo đài phun nước. Thế giới mới: Bridgeport                                                                                         | Ma cà rồng (Vampire)                                                      | Phim · thành viên trong ban nhạc                                                                               |
| Generations                 |                | Thêm vào: Thiết bị sân chơi mới, cuộc khủng hoảng tuổi trung niên, tương tác mới, những đặc điểm mới, và nghề nghiệp mới. Các tính năng: Trò đùa, lông trên cơ thể cho nam giới, các loại lễ kỷ niệm mới (tức là tiệc sinh nhật / thiếu niên / cử nhân, đám cưới, tiệc đồ ngủ), kỷ niệm, lễ tốt nghiệp, dạ tiệc, cuộc chơi giàu trí tưởng tượng, potions, cầu thang xoắn ốc, máng trượt nước, các trường nội trú, đấu gối, xe đẩy, gậy cho người lớn tuổi.                                                                           | Người bạn tưởng tượng (Imaginary Friend)                                  | chăm trẻ |
| Pets                        |                | Hai phiên bản: Regular và "Limited Edition" Thêm vào: Thú nuối, động vật mới và đặc điểm sim mới, Tạo một vật nuôi (Create-A-Pet), mong ước cuộc đời và phần thưởng mới, tương tác mới, mặt hàng mới, nơi tụ họp và địa điểm cộng đồng mới, vật nuôi và kỹ năng sim mới. Các tính năng: Điều khiển động vật (chó, mèo và ngựa) và các sinh vật không điều khiển được (xem phần NPC), cuộc thi cho thú nuôi. Thế giới mới: Appaloosa Plains                                                                                           | Kỳ lân (Unicorn)                                                          | Người cưỡi ngựa                                                                                                |
| Showtime                    |                | Ba phiên bản: Regular, "Limited Edition" và "Katy Perry Collector's Edition." Thêm vào: Sự nghiệp sân khấu (ca sĩ, nhào lộn, ảo thuật gia), đồ vật mới (bàn tại bể bơi và chơi golf), đặc điểm sim và mong ước cuộc đời mới; Katy Perry: tải về sân khấu tụ họp, trang phục trái cây theo chủ đề, mặt hangvaf đạo cụ sân khấu. Các tính năng: Tính năng xã hội, trang trí sân khấu, ca hát, biểu diễn,'Hệ thống thành tựu', Simport cho phép gửi và nhập người nổi tiếng Sim của người chơi với nhau. Thế giới mới: Starlight Shores | Thần đèn (Genie)                                                          | Ca sĩ · Nhào lộn · Ảo thuật gia                                                                                |
| Supernatural                |                | Ba phiên bản: Regular, "Limited Edition" và "Origin Decor Edition" Thêm vào: Mặt hàng mới (trạm thuật giả kim, ghế bập bễnh), trang phục mới và tùy chọn mới bao gồm cánh (cho Tiên), đặc điểm mới. Các tính năng: Trạng thái sống siêu nhiên bao gồm phù thủy, người sói, tiên, ma cà rồng và thây ma; tạo ra các siêu nhiên Sims trực tiếp từ Create-A-Sim. Thế giới mới: Moonlight Falls | Phù thủy (Witch) · Người sói (Werewolf) · Thây ma (Zombie) · Tiên (Fairy) | Thầy bói |
| Seasons                     |                | Hai phiên bản: Regular và "Limited Edition" Thêm vào: Kỹ năng mới (bóng đá/ném tuyết), đặc điểm mới, lễ kỷ niệm theo mùa. Các tính năng: Thời tiết, mùa, thể loại áo khoác ngoài mới. | Người ngoài hành tinh (Alien)                                             | Đối tượng thử nghiệm (chỉ dành cho Alien)                                                                      |
| University Life             |                | Hai phiên bản: Regular và "Limited Edition" Thêm vào: Kỹ năng mới (Bowling, Khoa học, Nhiếp ảnh, Mạng xã hội & Nghệ thuật đường phố), đặc điểm mới, các nhóm xã hội, làng đại học, điện thoại thông minh và một thế giới đại học mới khi bạn đăng ký vào học. Thế giới Đại học mới: Sims University | Người cây (PlantSim)                                                      | Nghệ thuật Định giá · Đại lý Thể thao · Trình lập game                                                         |
| Island Paradise             |                | Hai phiên bản: Regular và "Limited Edition" Thêm vào & Các tính năng: nhà thuyền, quản lý khu nghỉ mát, kám phá đảo, chế độ giao thông vận tải mới trên mặt nước (như chèo thuyền, trượt nước, lướt ván). Thế giới mới: Isla Paradiso | Người cá (Mermaid)                                                        | Nhân viên cứu hộ · Chủ khu nghỉ mát · Thợ lặn                                                                  |
| The Sims 3: Into the Future |                | Đi đến tương lai Thế giới mới: Oasis Landing | Plumbot (Robot)                                                           | Đại lý Plumbot · Thiên văn học · Huấn luyện Plumbot                                                            |

### Các Stuff pack
Các Stuff pack chỉ bao gồm những đồ vật mới như nội thất, trang phục, kiểu tóc chứ không thêm bất kỳ tính năng nào vào trò chơi. Các Stuff pack tương thích với cả Windows và OS X giống như trò chơi và các bản mở rộng.
| Tên                       | Ngày phát hành | Bao gồm |
| ------------------------- | -------------- | --- |
| High-End Loft Stuff       |                | Ngoại thất cao cấp, chủ yếu là công nghệ như TV, video game console và máy tính, cũng như thiết kế hậu hiện đại của giá sách, bàn, ghế. Ba mặt hàng từ The Sims và The Sims 2 đã được giới thiệu lại để ăn mừng kỷ niệm lafn 10 năm của The Sims. Ngoài ra có tiêu đề "Những đồ thiết kế và công nghệ cao (Design and High-Tech Stuff)". |
| Fast Lane Stuff           |                | Bốn phong cách hoàn toàn mới của thời trang, đồ nội thất, và các loại xe: xe đua, lập mưu, Rockabilly, và cổ điển sang trọng. |
| Outdoor Living Stuff      |                | Quần áo, đồ đạc, và các mặt hàng tập trung vào các hoạt động sân trong hai phong cách mới: "Khu vườn Terace (Garden Terrace)" tính năng phần rèn sắt thanh lịch, trong khi "Hoàng hôn trên Veranda (Sunset on the Veranda)" bao trùm sự ấm áp của ngoài trời.                                                                            |
| Town Life Stuff           |                | Trang phục mới giản dị, kiểu tóc, và các mặt hàng. Tính năng các địa điểm mới như trường học, quán cà phê và cửa hàng tạp hóa; cũng như rất nhiều khu cộng đồng mới bao gồm một phòng tập thể dục, công viên, tiệm giặt và thư viện. |
| Master Suite Stuff        |                | Phòng ngủ và phòng tắm trang trí sang trọng tập trung vào sự lãng mạn và thư giãn. Nội thất hiện đại mới và may mặc thân mật theo chủ đề để tạo bộ master lãng mạn. |
| Katy Perry's Sweet Treats |                | Trang trí mới theo chủ đề kẹo, mặt hàng, trang phục, kiểu tóc, và rất nhiều khu cộng đồng. Có phiên bản Simlish của Katy Perry Bài hát "Last Friday Night (TGIF)". |
| Diesel Stuff              |                | Quần áo và trang trí mới từ Diesel. |
| 70s, 80s, & 90s Stuff     |                | Trang phục, kiểu tóc và các mặt hàng theo mô hình của những năm 1970, năm 1980 và 1990. |
| Movie Stuff               |                | Quần áo và trang trí lấy cảm hứng từ chủ đề phim mang tính biểu tượng và thiết lập. |

### Cửa hàng The Sims 3
Cửa hàng The Sims 3 là một cửa hàng trực tuyến nơi người chơi The Sims 3 có thể mua và tải về những nội dung cho trò chơi băng một khoản phí. Cho đến nay, khác với Cửa hàng The Sims 2, Cửa hàng The Sims 3 chỉ có những món đồ độc quyền không thể tìm được ở bất kỳ nơi nào khác. Cửa hàng cũng có những món đồ thuộc các bản mở rộng (chẳng hạn như máy giặt hay bồn tắm nước nóng), giúp người chơi sử dụng những tính năng của chúng mà không cần mua các bản mở rộng. Cửa hàng được cập nhật những món đồ mới hàng tháng. Những món đồ cao cấp như ghế mát xa và chuông gió cung cấp những tính năng hoặc đoạn hoạt cảnh mới cho trò chơi.
Cửa hàng sử dụng một hệ thống điểm trong đó người chơi có thể mua thêm SimPoints bằng thẻ tín dụng hoặc thẻ SimPoints (có thể được mua ở các cửa hàng bán lẻ hoặc trên cửa hàng trực tuyến Origin). Cửa hàng được khởi động vào ngày 4 tháng 6 năm 2009 cùng với ngày phát hành của trò chơi. Người chơi có thể tải về những thứ mình đã mua bằng chương trình khởi động trò chơi hoặc chế độ Cửa hàng ngay trong trò chơi. Khi người chơi mua thêm SimPoints, họ sẽ nhận được một món đồ trong trò chơi.
Một số thế giới và thành phố đã được ra mắt trên Cửa hàng The Sims 3:
- Riverview (2 tháng 6 năm 2009)
- Barnacle Bay (23 tháng 9 năm 2010)
- Hidden Springs (25 tháng 8 năm 2011)
- Lunar Lakes (16 tháng 2 năm 2012)
- Lucky Palms (28 tháng 6 năm 2012)
- Sunlit Tides (23 tháng 8 năm 2012)
- Monte Vista (6 tháng 12 năm 2012)
- Aurora Skies (21 tháng 2 năm 2013)
- Dragon Valley (30 tháng 5 năm 2013)
- Roaring Heights (12 tháng 12 năm 2013)

Đây là một điểm khác biệt đáng kể so với hai phần đầu của tựa game, khi mà các món đồ chủ yếu là từ các bản mở rộng, stuff pack và/hoặc do người chơi tự tạo.

## Phần tiếp theo
VÀo 6 tháng 5 năm 2013, EA đã xác nhận The Sims 4 sẽ được phát hành vào năm 2014.
Vào 22 tháng 10 năm 2013 EA đã thông báo rằng The Sims 4 sẽ được phát hành vào mùa thu năm 2014.